# Nemiljščica
Nemiljščica je potok, ki svoje vode nabira na vzhodnih pobočjih planote Jelovica, natančneje pod Belo pečjo, blizu vasi Jamnik. Med Naklom in Podnartom se kot desni pritok izliva v reko Savo. Ime potoka je povezano z vasjo Nemilje, skozi katero teče. Prav v tej vasi se v potok z desne strani priteka potok Lipnik, ki izvira pod Mohorjem, z leve strani pa Potoščica, ki izvira pod vasjo Jamnik.
V preteklosti so na potoku delovali trije mlini in dve žagi.
Potok v Zgornji Besnici ustvarja slap Šum, visok 32 metrov.
- Leva pritoka: Lipnik, Logarska grapa
- Desni pritok: Potoščica